# Cepich
Cepich (in croato Polje Čepić, in italiano Felicia) è un centro abitato istriano, frazione del comune di Chersano (Kršan). Si trova nella parte orientale dell'Istria, sulle pendici occidentali del monte Maggiore (Učka), lungo la piana d'Arsa (Čepićko polje), sulla strada statale D500, 1,3 km a sud del villaggio di Purgarija Čepić e 5,8 km a nord est del centro comunale di Chersano lungo la strada statale D64.

## Etimologia
Il nome della località, il cui significato letterale è "piccolo tappo", viene fatto risalire nelle leggende popolari alla nascita del lago d'Arsa, creato tappando con pietre e terra la voragine del fiume Bogliunsizza (Boljunčica) che si versa nell'Arsa. Tale nome non ha mai subito variazioni particolari a parte varie grafie e corruzioni (Cepich, Ceppi, Ceppici, Ceplia, Cepliano o perfino, con etimologia spuria, nel 1920 Gepide). Nel periodo asburgico, nei documenti in lingua tedesca esso appariva come Tschepitsch o Zepitsch, talvolta abbreviato in Pitsch. I croati, inoltre, denominavano Gradaz il luogo, forse da un antico castello presso il lago, abitazione del gastaldo dei patriarchi di Aquileia, ma tale toponimo non si attaccò al villaggio sorto in seguito.

## Storia

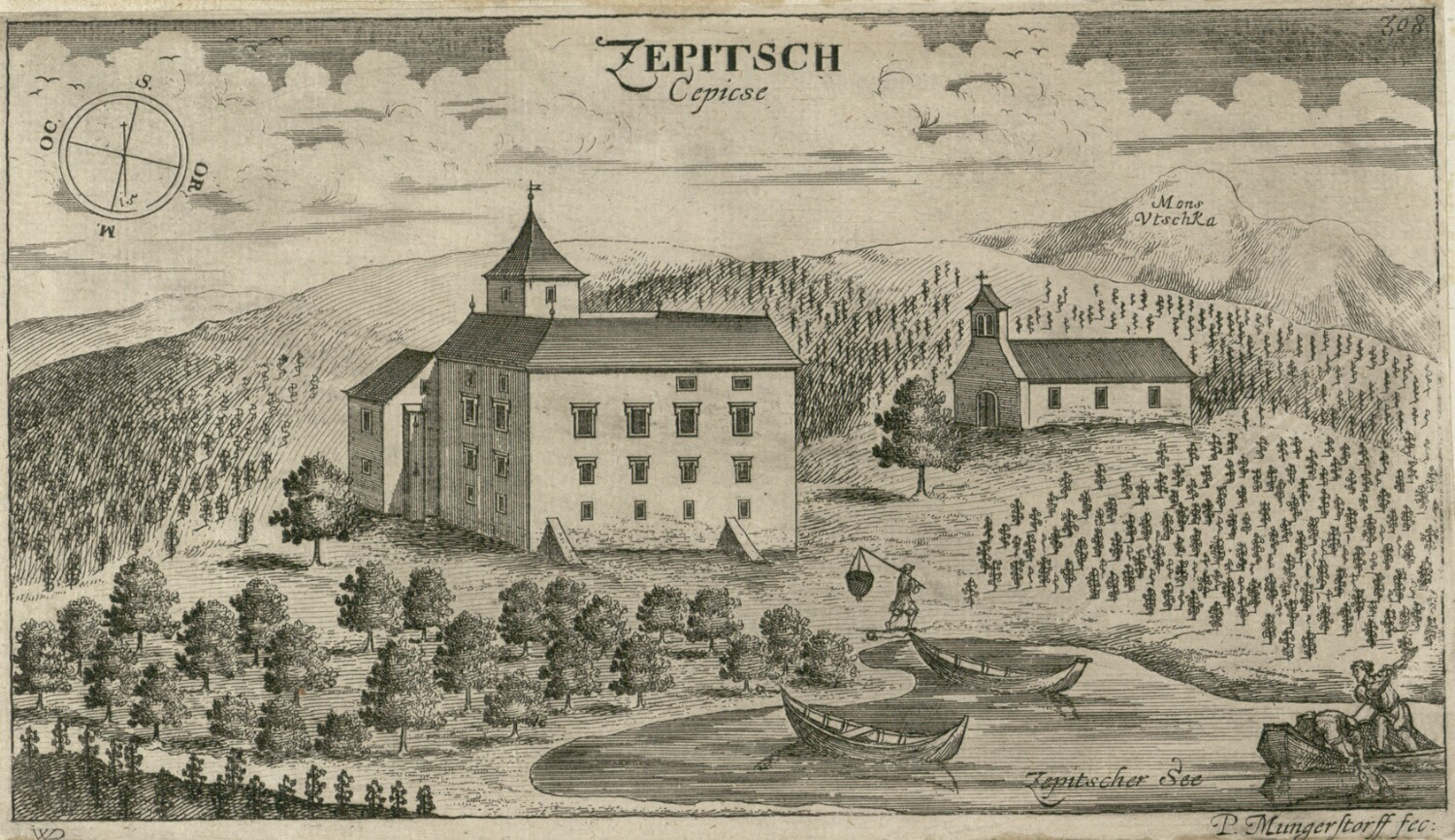
Čepić in una stampa di Valvasor del 1679.

Il territorio di Cepich viene menzionato per la prima volta nel 1102, al tempo del patriarcato di Aquileia, nella donazione di Ulrico II ai patriarchi, come parte del fondo del castello di Cosliacco (Kožljak). L'insediamento di Cepich (Čepić) nasce attorno al convento paolino, oggi scomparso, di Santa Maria (Nostra Signora del Lago), fondato nel 1287, che nel 1385 si arricchisce di una donazione del signore di Cosliacco, Filip Gutenegg, e all'antico castello del gastaldo dei patriarchi di Aquileia. Il monastero costituiva la parte sacrale dell'abitato (Kloštar, dal latino claustrum), mentre al suo esterno si costituiva la parte profana (Purgarija/Purgarìa, dal tedesco Bürger, cittadino, o dall'antico Burg, castello - in croato anche Gradaz).
Dopo il patriarcato di Aquileia, dal 1421 Cepich entrò a far parte della Serenissima. Nel 1606 il monastero è menzionato come župa (parrocchia); viene disciolto nel 1783, anno in cui la proprietà è venduta a Giovanni Weikhard di Auersperg. La pietra tombale del 1492 in glagolitico del signore di Cosiliacco, Martin Moysevich, viene allora ricollocata nella cappella del castello di Bellai. Il castello viene devastato dalla guerra degli uscocchi (1615-1617) e in seguito ricostruito. Le ultime rovine furono rimosse al tempo della bonifica del lago d'Arsa, ma può essere osservato nella stampa del 1679 del Valvasor, al tempo in cui faceva parte delle proprietà della famiglia Auersperg.
Nel 1797 Cepich passò in mani austriache. Sotto la guida di Napoleone i francesi conquistarono l'Istria, quindi Cepich fu brevemente annesso al Regno d'Italia napoleonico, per passare nel 1814 definitivamente sotto l'Austria asburgica. Risalgono al periodo asburgico i primo progetti di bonifica del lago d'Arsa, alfine di rimuovere le fonti di febbri malariche. A fine XIX venne approvato il progetto dell'ingegner Wenedikter per dimezzare la dimensione del lago. I lavori, avviati nel 1902, furono tuttavia presto interrotti per mancanza di fondi.

Il lago d'Arsa negli anni venti, prima che venisse bonificato

In seguito al trattato di Rapallo, Cepich entrò a far parte del Regno d'Italia, conoscendo il suo periodo di massimo sviluppo demografico. Durante il periodo italiano fu prosciugato e bonificato il lago d'Arsa, impaludato, e trasformandolo in campi coltivabili.
Dopo la seconda guerra mondiale la cittadina fu ceduta alla Jugoslavia comunista. La maggioranza della popolazione di Felicia prese la via dell'esodo, e il paese fu ripopolato da famiglie croate dei territori vicini secondo una politica di slavizzazione. Dal 1948 al 1971 viene nominato Polje-Čepić. Dal termine croato-albonese zatka (campo, podere) deriva la denominazione Zatka Čepić di una delle frazioni .  Nel 1991 Čepić entra a far parte della Croazia indipendente.
Chersano non è oggi tra i comuni dell'Istria in cui vige il bilinguismo italo-croato. Al censimento del 2011 risultavano 24 persone di madrelingua italiana sull'intera popolazione del comune di Chersano.

## Società

### Evoluzione demografica
| Evoluzione demografica | Evoluzione demografica | Evoluzione demografica | Evoluzione demografica | Evoluzione demografica | Evoluzione demografica | Evoluzione demografica | Evoluzione demografica | Evoluzione demografica | Evoluzione demografica | Evoluzione demografica | Evoluzione demografica | Evoluzione demografica | Evoluzione demografica | Evoluzione demografica | Evoluzione demografica |
| ---------------------- | ---------------------- | ---------------------- | ---------------------- | ---------------------- | ---------------------- | ---------------------- | ---------------------- | ---------------------- | ---------------------- | ---------------------- | ---------------------- | ---------------------- | ---------------------- | ---------------------- | ---------------------- |
| 1857                   | 1869                   | 1880                   | 1890                   | 1900                   | 1910                   | 1921                   | 1931                   | 1948                   | 1953                   | 1961                   | 1971                   | 1981                   | 1991                   | 2001                   | 2011                   |
| 0                      | 0                      | 253                    | 221                    | 241                    | 274                    | 0                      | 0                      | 319                    | 411                    | 341                    | 289                    | 304                    | 257                    | 168                    | 148                    |